# Alan Villiers
Alan John Villiers, né le 23 septembre 1903 et mort le 3 mars 1982, est un écrivain, aventurier, photographe et capitaine australien.

## Biographie
Né à Melbourne, Alan John Villiers est le deuxième fils du poète australien Leon Joseph Villiers. Sa mère d'ascendance irlandaise est originaire de Ballarat, son nom était Hayes. Le jeune Villiers grandit sur les quais en regardant les navires marchands entrer et sortir du port de Melbourne et désire ardemment un jour lui aussi prendre la mer.
Partant de chez lui à l'âge de 15 ans, Alan Villiers s'engage en tant qu'apprenti sur le voilier Rothesay Bay, faisant du commerce entre l’Australie et la Nouvelle-Zélande, dans la mer de Tasman. Un accident à bord de Lawhill survenu en 1922, contraint Villiers à interrompre son activité de marin. Il trouve un emploi de journaliste au quotidien The Mercury le temps de se remettre de ses blessures. Mais bientôt Villiers est engagé par le grand explorateur de l'Antarctique et l'un des instigateurs de la chasse à la baleine, le Sir James Clark Ross. Le récit de leur voyage sera publié sous le titre Whaling in the Frozen South (1925). Le passage de Villiers à bord du Herzogin Cecilie en 1927 sera relaté dans Falmouth pour Ordres (1929). L'écrivain y rencontre le capitaine Ruben de Cloux, qui devint plus tard son partenaire en affaires. Il écrit By Way of Cape Horn après son expérience poignante à bord du Grace Harwar en 1929. Il s'embarque aussi sur le Grace Harwar vieux de quarante ans, l'un des derniers trois-mâts carré encore en activité à l'époque. 
Villiers retrouve Ruben de Cloux en 1931, devenant avec lui propriétaire de Parma, un quatre mâts construit à Londres en 1902. Avec de Cloux comme capitaine, Parma remporte en 1932 la "course au grain" annuelle entre les grands voiliers en fer, arrivant depuis le Golfe Spencer au Cap Lizard en 103 jours malgré les conditions météorologiques éprouvantes. En 1933, le navire gagne la même course en 83 jours. Villiers est présent en tant passager sur les deux voyages.  
Après avoir vendu ses actions à de Cloux en 1934, Villiers achète Georg Stage, un trois-mâts carré à coque acier de 400 tonnes, construit en 1882 par Burmeister & Wain à Copenhague, au Danemark, et employé comme navire-école par Stiftelsen Georg Stages Minde. La sauvant de la casse, Villiers la rebaptisa Joseph Conrad, d'après l'auteur de Le Nègre du Narcisse et La Ligne d'ombre, qui était également un marin accompli. Il part le 22 octobre 1934 d'Ipswich, traverse l'océan atlantique jusqu'à New York, puis à Rio de Janeiro, l'océan Indien, escales à Sydney, Nouvelle-Zélande et Tahiti, passage par le Cap Horn et retour à New-York le 16 octobre 1936 après avoir parcouru environ 57 000 milles. De retour près de deux ans plus tard, Villiers vend le Joseph Conrad à George Huntington Hartford. En 1937, il publie deux livres de ses aventures, Croisière du "Conrad" et Stormalong.
En 1938, Alan Villiers s'embarque en tant que passager sur un boutre arabe pour un aller-retour d'Oman au delta du Rufiji et décrit le mode de vie des marins arabes et leurs techniques de navigation dans un livre intitulé Sons of Sindbad.
Avec le déclenchement de la Seconde Guerre mondiale, Villiers est nommé lieutenant dans la Royal Naval Reserve en 1940. Il est affecté à un convoi de vingt-quatre bâtiments de débarquement qu'il commande lors du débarquement de Normandie, de l'opération Husky, de la campagne de Birmanie. À la fin de la guerre, Villiers avait est promu commandant et reçoit la Distinguished Service Cross.
Marié depuis 1940 à sa seconde épouse Nancie, Villiers s’installe à Oxford, en Angleterre. En 1951, l'ambassadeur du Portugal aux États-Unis, Pedro Teotónio Pereira, passionné de voile et plus tard ami de Villiers, l'invite à naviguer sur l'Argus, une goélette à quatre mâts de pêche à la morue que Villiers décrit dans The Quest Of The Schooner Argus: A voyage to the Grand Banks and Greenland on a modern four masted fishing schooner. Le livre a connu un grand succès en Amérique du Nord et en Europe et a par la suite été publié en seize langues. Le voyage a fait la une de la BBC, dans les principaux journaux londoniens, le National Geographic et le New York Times. Le gouvernement portugais a fait de Villiers le commandeur de l'Ordre de Sant'Iago de l'Épée en mars 1951. Il a été le capitaine du Mayflower II lors de son voyage inaugural en 1957 à travers l’Atlantique, 337 ans après le Mayflower original, et a battu le temps de son prédécesseur de 67 jours par 13 jours. De 1963 à 1967, il tenta sans succès de construire une réplique du trois-mâts carré britannique Endeavour. Il a collaboré régulièrement avec National Geographic au cours des années 1950 et 1960.
Villiers a produit le travelogue Last of the Great Sea Dogs, dont la projection a lieu au pavillon Dorothy Chandler en 1976. Il existe une version restaurée numérique avec une piste audio, racontée par Villiers.

## Œuvres
- Whaling In The Frozen South, The Bobbs-Merrill co., 1925
- The Wind Ship, Hurst & Blackett, Ltd., 1928,
- Falmouth for Orders, Henry Holt and Company, 1929
- By way of Cape Horn, illustré de photographies prises par Ronald Gregory Walker et l'auteur, Henry Holt and Co, 1930
- Sea Dogs of Today, Henry Holt & Company, 1931
- Vanished Fleets, Charles Scribner's Sons, 1931,  (ISBN 0-684-14112-4))
- The Sea in Ships, G. Routledge and Sons Ltd., 1932
- Voyage of the "Parma"; The Great Grain Race of 1932, G. Bles, 1933
- Grain Race, Charles Scribner's Sons, 1933
- Last of the Wind Ships, avec plus de 200 photographies de l'auteur, William Morrow and Co, 1934
- Whalers of the Midnight Sun, illustré par Charles Pont, Charles Schribners Son's, 1935
- Cruise of the Conrad, Charles Scribner's Sons, 1937
- Stormalong, Charles Scribner's Sons, 1937
- Modern Mariners, Garden City, 1937
- The Making of a Sailor, William Morrow and Co, 1938
- Joey Goes To Sea, illustré par Victor J. Dowling, Charles Scribner's Sons, 1939
- Sons of Sinbad, Charles Scribner's Sons, 1940
- Whalers of the Midnight Sun, illustré de gravures sur bois par Charles Pont, Charles Scribner's Sons, 1947
- The Set of the Sails; The Story of a Cape Horn Seaman, Hodder and Stoughton, 1949
- The Coral Sea, Museum Press, 1949
- The Quest of the Schooner Argus, Charles Scribner's Sons, 1951
- The Indian Ocean, Museum Press, 1952
- Monsoon Seas, McGraw Hill, 1952
- And Not To Yield; A Story of the Outward Bound School of Adventure, illustré par Jean Main and David Cobb, Scribner, 1953
- The Cutty Sark; Last of A Glorious Era, introduction de Philip Mountbatten, Hodder and Stoughton, 1953
- The Way of a Ship, Charles Scribner's Sons, 1953
- Sailing Eagle, Charles Scribner's Sons, 1955
- Pioneers of the Seven Seas, Routledge & Paul, 1956
- Posted Missing, Charles Scribner's Sons, 1956,  (ISBN 0-684-13871-9))
- Wild Ocean, McGraw Hill, 1957
- The New Mayflower, Scribner, 1958
- The Windjammer Story, TAB, 1958
- Give Me a Ship to Sail, Charles Scribner's Sons, 1959
- Of Ships and Men, a Personal Anthology, Newnes, 1962
- The Ocean; Man's Conquest of the Sea, Dutton, 1963
- Oceans of the World; Man's Conquest of the Sea,Museum Press Ltd., 1963
- Pilot Pete, Angus, 1963
- The Battle of Trafalgar, Macmillan, 1965
- Captain Cook, Scribner, 1967
- The Deep Sea Fishermen, Hodder and Stoughton, 1970
- The War with Cape Horn, Pan Books Ltd., 1971,  (ISBN 0-330-23697-0))
- My Favourite Sea Stories, illustré par Mark Myers, Lutterworth Press, 1972
- The Bounty Ships of France, Alan Villiers et Henri Picard, Charles Scribner's Sons,  1972,  (ISBN 0-684-13184-6))
- Men Ships and the Sea, introduction de Melville Bell Grosvenor, National Geographic Society, 1973  (ISBN 0-87044-018-7))
- Voyaging With The Wind: An Introduction to Sailing Large Square Rigged Ships, H.M. Stationery Office, 1975